# 8,8 cm armata morska SK C/35
8,8 cm armata morska SK C/35 – niemiecka armata morska z okresu międzywojennego, wykorzystywana powszechnie podczas II wojny światowej głównie na okrętach podwodnych typu VII.

## Historia
Projekt armaty morskiej kalibru 8,8 cm SK C/35 powstał w Niemczech w 1935 roku. Konstrukcja powstała w związku z zapotrzebowaniem na działo pokładowe dla budowanych okrętów podwodnych typu VII. Przy projektowaniu działa konstruktorzy wykorzystali doświadczenia z testów armaty morskiej 8,8 cm SK C/30, przystosowanej do montażu na pokładach U-Bootów. Zostało wykonane ze stali o wysokiej wytrzymałości, o zwiększonej odporności na korozję i uszkodzenia mechaniczne. Armata 8,8 cm SK C/35 montowana była na specjalnie zaprojektowanej dla niej obsługiwanej ręcznie opływowej lawecie Ubts LC/35 U, o prostej konstrukcji, która pozbawiona była wystających elementów i umożliwiała strzelanie z pokładu wynurzonego okrętu podwodnego. Niektóre elementy wyposażenia lawety (m.in. celownik optyczny i uprząż obsługi) była demontowana i przenoszona do wnętrza kadłuba okrętu podczas pływania w zanurzeniu, a lufę chronił wówczas wodoszczelny kaptur. Armata została poddana wszechstronnym testom na pokładzie prototypu jednostki typu VIIA przed wprowadzeniem jej do produkcji seryjnej.

## Użycie

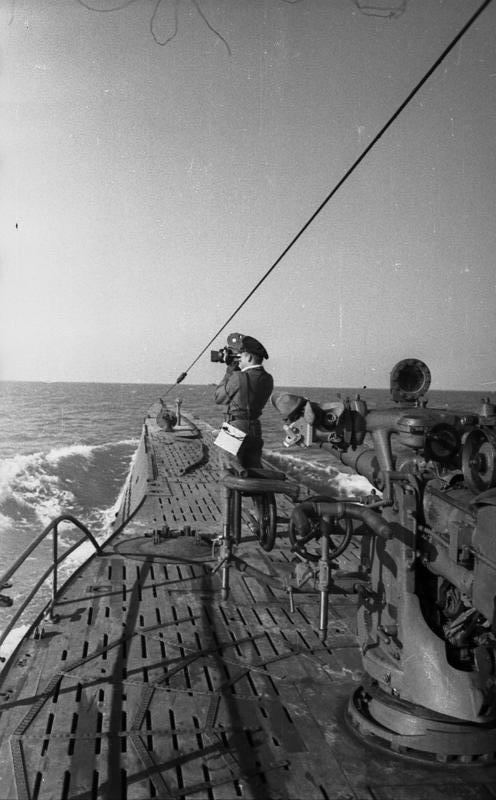
Armata 8,8 cm SK C/35 na pokładzie U-132

Półautomatyczna armata morska SK C/35 kalibru 8,8 cm (niemiecka oficjalna nazwa: 8,8 cm Schiffskanone C/35 in Unterseebootslafette C/35) weszła do użycia w 1938 roku . Początkowo model ten miał się znaleźć na pokładach jednostek typu VIIA, jednak opóźnienia w konstrukcji armaty 8,8 cm SK C/32 na lawecie Ubts LC/32 U (Ubts LC/36) spowodowały, że montowano ją na kolejnych wariantach okrętów typu VII, a także na niektórych trałowcach typu 1940 i ścigaczach okrętów podwodnych. Na okrętach podwodnych typu VII montowana była w osi symetrii okrętu, przed kioskiem. Lawetę działa otaczały dwa kręgi antypoślizgowe, wykonane z pasków chropowatego metalu. Obsada działa na U-Bootach liczyła od 5 do 6 osób (dowódca – drugi oficer, dwóch celowniczych, amunicyjny i jeden lub dwóch pomocników).
Z powodu wyposażenia większości alianckich statków w uzbrojenie artyleryjskie, od połowy listopada 1942 roku armata była demontowana z pokładów okrętów podwodnych typu VII, zastępowana przez działka przeciwlotnicze 2 cm FlaK 30, 2 cm FlaK 38 i 3,7 cm FlaK 43 (na ukończonych w II kwartale 1943 roku nowych jednostkach typu VIIC/41 i VIIF działa nie były już instalowane) . Ostatni znany przykład użycia działa pokładowego podczas bitwy o Atlantyk miał miejsce 19 czerwca 1942 roku, kiedy to U-701 zatopił z jego pomocą amerykański trałowiec USS YP-389. Po listopadzie 1942 roku, na pisemny wniosek dowódcy, armaty pokładowe mogły pozostać na jednostkach operujących w Arktyce i na Morzu Śródziemnym, gdzie wykorzystywane mogły być do ostrzału celów naziemnych. Działa SK C/35 przywrócono także w latach 1944–1945 na pokłady okrętów podwodnych typu VII walczących na Bałtyku z jednostkami Floty Bałtyckiej (otrzymały je U-242, U-290, U-348, U-370, U-479, U-679 i U-958).

## Opis konstrukcji i dane techniczne
Armata morska SK C/35 miała kaliber 8,8 cm, długość całkowitą 3985 mm i masę 776 kg . Długość lufy wynosiła 3731 mm (45 kalibrów, L/45) . Lufa składała się z płaszcza z luźno osadzoną koszulką. Armata miała zamek klinowy z przesuwanym w poziomie klinem zamkowym. Długość komory nabojowej wynosiła 348,7 mm, a jej objętość 2,49 dm³ . Długość części wiodącej lufy wynosiła 3313,5 mm . W lufie znajdowało się 28 bruzd o wymiarach 1,2 × 6,4 mm. Używano amunicji zespolonej o masie 15 kg i długości 385,5 mm, która wykorzystywała pociski burzące o masie 9 i 9,5 kg, przeciwpancerne o masie 10,2 kg i oświetlające o masie 9,4 kg, wystrzeliwane z prędkością wylotową 700 m/s za pomocą ładunków miotających RPC/40N o masie 2,1 kg . Ciśnienie robocze wynosiło 2400 kG/cm². Przy maksymalnym kącie podniesienia lufy 30° donośność wynosiła 11 950 metrów . Szybkostrzelność praktyczna wynosiła od 15 do 18 strz./min, a żywotność efektywna działa szacowana była na 12 000 strzałów. Zapas amunicji na U-Bootach wynosił od 220 do 250 naboi .
Stosowana na okrętach podwodnych cokołowa laweta Ubts LC/35 miała masę 2425 kg (wraz z działem), pionowy kąt ostrzału od -10° do +30°, prędkość obrotu i prędkość podnoszenia 1,5° na sekundę oraz możliwość obrotu w zakresie 360° .